# Arts on the Line
Das Projekt Arts on the Line umfasste weitreichende Aktivitäten, um Kunst im öffentlichen Raum in verschiedenen Bahnhöfen und U-Bahn-Stationen der Massachusetts Bay Transportation Authority (MBTA) in der Metropolregion Greater Boston im Bundesstaat Massachusetts der Vereinigten Staaten zu installieren.

## Geschichte
Die ersten Kunstwerke wurden in den späten 1970er Jahren installiert, später folgte eine Ausweitung des ursprünglich auf 20 Werke angelegten Programms auf weitere Stationen. Das Projekt war das erste seiner Art in den Vereinigten Staaten und diente später als Vorbild für ähnliche Vorhaben in anderen US-amerikanischen Bundesstaaten. 1977 erhielt die MBTA zu diesem Zweck von der Federal Transit Administration eine Zuwendung in Höhe von $ 45.000 für die Entwicklung eines Plans, um die im Zuge des Ausbaus der Bostoner Red Line neu errichteten bzw. renovierten Stationen mit Kunstwerken auszustatten.
Im Jahr 1978 ging die MBTA schließlich mit dem Cambridge Arts Council (CAC) eine Partnerschaft zur Umsetzung der gesetzten Ziele ein. Das CAC entwickelte das Arts on the Line-Programm eigenständig und verwaltete es auch.:S. 69 f.
1985 wurde die erste Phase abgeschlossen. Insgesamt waren bis dahin 20 Kunstwerke  zu Gesamtkosten in Höhe von $ 695.000 installiert worden – im Jahr 2011 entsprach dies einem Gegenwert zwischen 1,3 Mio. und 2,5 Mio. Dollar.

## Installationen
Die Stationen Harvard, Porter, Davis und Alewife waren die ersten U-Bahnhöfe der MBTA, in denen Kunstwerke des Arts on the Line-Projekts ausgestellt wurden. Die folgenden Tabellen zeigen alle Kunstwerke in den Stationen der Red Line und Orange Line – in den Stationen der Blue Line sind mit Ausnahme der Station State, die zugleich ein Haltepunkt der Orange Line ist, keine Kunstwerke installiert.

### Stationen der Orange Line
| Station              | Kunstwerk(e) und Künstler |
| -------------------- | --- |
| State                | - „Polychrome painted star“ von Toshiro Katayama - Schmiedeeisernes Tor von Albert Paley |
| Forest Hills         | - „Transcendental Greens“ von Dan George - „The Subway Collector“ von Thomas Hurley - „Lies“ von Ethan Canin |
| Green Street         | - „Color Passage“ von Virginia Gunter - „Drift“ von Mary Bonina - „Reflections“ von Daria MonDesire |
| Stony Brook          | - „Life Around Here“ von Malou Flato - „Mrs. Baez Serves Coffee on the Third Floor“ von Martin Espada - „The Dinner“ von Rosario Morales |
| Jackson Square       | - Grafik-Illustrationen der Künstlergruppe Hyde Square Task Force in Kooperation mit Roberto Chao - „Faces In the Crowd“ von Linda und James Toatley - „Any Good Throat“ von Christopher Gilbert - „Grandmothers“ von Christine Palamidessi Moore |
| Roxbury Crossing     | - „Neighborhood“ von Susan Thompson - „At Roxbury Crossing“ von Jeannette DeLello Winthrop - „Hometown“ von Luix Virgil Overbea |
| Ruggles              | - „Geometree“ von Paul Goodnight - „Stony Brook Dance“ von John Scott - „Massachusetts Avenue Station“ von Bruce Taylor - „Harriet Tubman a.k.a. Moses“ von Samuel Allen - „Four Letters Home“ von Will Holton                                    |
| Massachusetts Avenue | - „My Robe“ von Peter Rodman - „Drum“ von Sharon Cox |
| Back Bay             | - „Neon for Back Bay Station“ von Stephen Antonakos - „Counterpoint“ von Jane Barnes - „If My Boundary Stops Here“ von Ruth Whitman |
| Tufts Medical Center | - „Caravan“ von Richard Gubernick - „Mr. Yee is in the Garden“ von Maria Gordett - „The Great World Transformed“ von Gish Jen |
| Chinatown            | - „Colors on the Line“ von Toshihiro Katayama |
| Sullivan Square      | - 16 Kacheln mit 32 Kunstwerken örtlicher Schulklassen |
| Malden Center        | - 16 Kacheln mit 32 Kunstwerken örtlicher Schulklassen - „Sunbather“ von Letia Anderson - „Seated Man“ von Angel Maldanado |
| Oak Grove            | - „A Joyful Noise“ von Lujuan Renrick - „Man’s Best friend“ von Jason Vassell |

### Stationen der Red Line
| Station | Kunstwerk(e) und Künstler | Literatur |
| ------- | --- | --------- |
| Alewife | - Eine 12.000 m² große künstliche Landschaft von Richard Fleischner - Fliesen mit abstrakten Motiven von David Davidson - „Alewife Cows“ von Joel Janowitz - Zwei als Sitzbänke nutzbare Skulpturen von William Keyser, Jr. - „The End of the Red Line“ von Alejandro und Moira Sina - 100 Fliesen mit Naturmotiven von Nancy Webb | [ 6 ]     |
| Davis   | - „Ten Figures“ von James Tyler - 249 von Schulkindern gestaltete Fliesen („Children's Tile Mural“) - „Poetry“ von verschiedenen Autoren - „Sculpture With a D“ von Sam Gilliam | [ 7 ]     |
| Porter  | - „Gift of the Wind“ von Susumu Shingu - „Ondas“ von Carlos Dorrien - „Glove Cycle“ von Mags Harries - Granitpoller von William Reimann - „Porter Square Megaliths“ von David Phillips - „The Lights at the End of the Tunnel“ von William Wainwright (bis 1993)                                                                   | [ 8 ]     |
| Harvard | - „Gateway to Knowledge“ von Anne Norton - „Omphalos“ von Dimitri Hadzi - „Blue Sky“ von György Kepes - „New England Decorative Art“ von Joyce Kozloff | [ 9 ]     |
| Andrew  | - „Andrew Square Time Capsule“ von Ross Miller | [ 10 ]    |

### Das interaktive KunstwerkKendall Band
In der Station Kendall/MIT installierte Paul Matisse mit einem Kostenaufwand von $ 90.000 im Zeitraum von 1986 bis 1988 das interaktive Kunstwerk Kendall Band. Es besteht aus drei zwischen den Gleisen montierten Teilen „Pythagoras“, „Kepler“ und „Galileo“ und kann von den wartenden Fahrgästen von beiden Bahnsteigen aus über Hebel in Aktion versetzt werden, so dass es sich im Grunde um drei Musikinstrumente handelt. Als Werkstoffe kamen Aluminium, Stahl und Teak zum Einsatz. Matisse entschied sich für eine Installation zwischen den Gleisen, um Vandalismus vorzubeugen: „Es gab eine Stromschiene auf der einen und auf der anderen Seite, und so hielt ich die Position für einen sicheren Ort“. Ein weiteres interaktives Kunstwerk von Matisse mit dem Namen „The Musical Fence“, zu deutsch „der musikalische Zaun“, befindet sich heute im DeCordova Museum and Sculpture Park in Lincoln.

#### Pythagoras
Das nach dem gleichnamigen griechischen Philosophen benannte Werk besteht aus insgesamt 16 Röhrenglocken aus Aluminium mit einem Durchmesser von jeweils ca. 4 in (102 mm) und einer Wandstärke von 0,25 in (6,4 mm), die in H-Moll gestimmt sind. Die unterschiedliche Länge der Röhren erzeugt unterschiedlich hohe und tiefe Töne. Durch Betätigung der Hebel durch Besucher werden Hämmer aus Teakholz aktiviert, die gegen die Röhren schlagen und so den Ton erzeugen. In den Fokuspunkten der Röhren wurden asymmetrische Schlitze platziert, so dass die Töne stets ein leichtes Vibrato begleitet.
Um zu verhindern, dass die Hämmer zu stark gegen die Röhren schlagen, sind diese von den Hebeln an den Bahnsteigen entkoppelt. Um einen Hammerschlag auszulösen, müssen die Hebel rhythmisch bewegt werden, um ausreichend mechanische Resonanz zu erzeugen. Welcher Hammer konkret ausgelöst wird, hängt unter anderem davon ab, welche Hebel zuletzt in welcher Form bewegt wurden.

#### Kepler
Das nach dem deutschen Astronomen und Mathematiker Johannes Kepler benannte Instrument besteht im Wesentlichen aus einem Metallring mit 1,4 m Durchmesser und einem Gewicht von 57 kg, der den Ton fis erzeugt, sobald er von einem Hammer angeregt wird. Dieser Ton bildet mit den Tönen von Pythagoras eine harmonische Quinte. Einmal angeregt, ist der Ton für etwa 5 Minuten zu hören.

#### Galileo
Das nach dem italienischen Wissenschaftler Galileo Galilei benannte Werk besteht hauptsächlich aus einer Metallplatte „in der Größe eines Scheunentors“. Durch Hebelbewegungen wird es in Schwingungen versetzt und erzeugt so Geräusche, die einem einfahrenden Zug oder auch Donner ähneln.

#### Instandhaltungsarbeiten
Das Kendall Band war lange Zeit das einzige Kunstwerk im Arts on the Line-Programm, das aus beweglichen Teilen bestand, und war von Beginn an sehr fragil. Das Instrument „Pythagoras“ war bereits nicht mehr funktionsfähig, bevor die anderen beiden vollständig installiert waren. Erst mit der Zeit konnte Matisse das Werk so weit stabilisieren, dass Reparaturen weniger häufig, aber immer noch regelmäßig durchgeführt werden mussten. Im laufenden Betrieb war dies nicht möglich, so dass die Arbeiten immer erst um 1:30 Uhr in der Nacht beginnen konnten, sobald der letzte Zug die Station verlassen hatte. Da er niemanden fand, der dies für ihn übernahm, musste Matisse die Reparaturen selbst durchführen. Im Jahr 2007 gab der inzwischen 74 Jahre alte Künstler diese Arbeiten jedoch nach 20 Jahren aus Altersgründen auf.
In der Folge verfiel das Gesamtwerk schnell, und überdies gingen die originalen Baupläne aufgrund eines Festplattencrashs verloren. Im Jahr 2010 beschloss schließlich eine Gruppe von Studenten am Massachusetts Institute of Technology (MIT), sich um die Installation zu kümmern, und gründete die Kendall Band Preservation Society.